# Antoine Matharel
Antoine Matharel (1537-1586) est un écrivain français du XVIe siècle, connu pour avoir apporté une réponse au Francogallia de François Hotman.

## Publication
Ad Franc. Hotomani... Responsio, Paris, Federic Morelli, 1575. Quelques autorités déclarent Jean Papire Masson pour avoir écrit une réponse sous le pseudonyme d'Antoine Matharel, d'autres disent que Matharel était l'auteur seul, d'autres encore disent que le travail était une collaboration entre Masson et Matharel. Dans tous les cas, cette réponse royaliste contemporaine cherche à démolir le raisonnement trouvé dans le Francogallia de François Hotman.